# Рийи-сюр-Эн
Рийи́-сюр-Эн (фр. Rilly-sur-Aisne) — коммуна во Франции, находится в регионе Шампань — Арденны. Департамент коммуны — Арденны. Входит в состав кантона Аттиньи. Округ коммуны — Вузье.
Код INSEE коммуны — 08364.
Коммуна расположена приблизительно в 180 км к северо-востоку от Парижа, в 65 км севернее Шалон-ан-Шампани, в 33 км к югу от Шарлевиль-Мезьера.

## Население
Население коммуны на 2008 год составляло 109 человек.
| 1962 | 1968 | 1975 | 1982 | 1990 | 1999 | 2008 |
| ---- | ---- | ---- | ---- | ---- | ---- | ---- |
| 137  | 121  | 102  | 111  | 111  | 105  | 109  |

## Экономика
В 2007 году среди 67 человек в трудоспособном возрасте (15—64 лет) 43 были экономически активными, 24 — неактивными (показатель активности — 64,2 %, в 1999 году было 67,2 %). Из 43 активных работали 35 человек (21 мужчина и 14 женщин), безработных было 8 (3 мужчин и 5 женщин). Среди 24 неактивных 10 человек были учениками или студентами, 7 — пенсионерами, 7 были неактивными по другим причинам.

## Достопримечательности
- Церковь Сен-Вааст[фр.] (XII век). Исторический памятник с 1920 года.[3]

## Фотогалерея
- Река Эн и Рийи-сюр-Эн
- Церковь Сен-Вааст
- Церковь Сен-Вааст
- Карта коммуны